# Camillo Cantarano
Camillo Cantarano (Fondi, 28 marzo 1875 – Roma, 23 novembre 1961) è stato un magistrato e politico italiano, senatore della XXX legislatura.

## Biografia
Nasce il 28 marzo 1875 da Giuseppe Cantarano e Luisa De Longis a Fondi. La sua era una famiglia di proprietari terrieri, che possedeva quasi tutte le campagne nella zona del paese. Si laurea in giurisprudenza, ed entra in magistratura, fino a raggiungere il grado di presidente di sezione di corte d'appello. Nel 1919 è nominato capo di gabinetto del ministro delle Poste e telegrafi. In seguito svolgerà tutta la sua carriera al ministero della Giustizia, fino a diventare direttore generale del Personale, incarico che manterrà fino al suo collocamento a riposo nel 1940.
Si avvicina ben presto agli ideali del fascismo. Il 26 ottobre 1938 viene proposto come senatore dal prefetto di Littoria (oggi Latina), Vincenzo Ciotola, e il 29 dicembre da quello di Roma, Filippo Manlio Presti. Il 20 ottobre 1939 è quindi nominato da Vittorio Emanuele III senatore del Regno.
Il 7 agosto 1944 è sottoposto a procedimento di epurazione dalla alta Corte di Giustizia per le Sanzioni contro il Fascismo, con l'imputazione: Senatori ritenuti responsabili di aver mantenuto il fascismo e resa possibile la guerra sia coi loro voti, sia con azioni individuali, tra cui la propaganda esercitata fuori e dentro il Senato. La richiesta di decadenza è rigettata il 31 ottobre 1945.
Il 23 novembre 1961 muore nella sua abitazione romana di piazza Borghese 3.

## Matrimonio
Nel 1920 si sposa con Carolina Haass, con cui ha un figlio e una figlia.

## Villa Cantarano

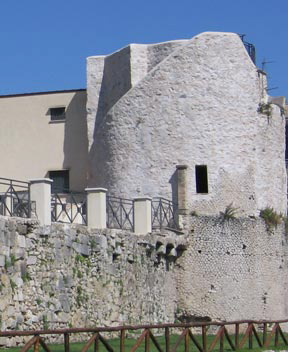
Villa Cantarano

Villa Cantarano si trova tra piazza Porta Vescovo e via Damiano Chiesa nei pressi della cinta muraria di Fondi, il monumento antico più caratteristico della città.
Già un secolo fa il giardino della villa (attualmente orto botanico regionale) era molto rinomato a causa della varietà di piante esotiche e l'ornamento di statue pregiate di terracotta. La recinzione in parte era coperta da alberi di pepe con la chioma che si spingeva verso l'esterno. Al tempo era un luogo un po' appartato, frequentato da coppie di fidanzati che, a causa della vegetazione che si trovava al suo interno, lo denominavano "il pepe".
Nell’annesso giardino si possono notare due tratti delle antiche mura della città e alcuni reperti archeologici romani. Molto interessante la “Torre d’angolo”, appartenente all’antica cinta romana quadrata della città.
La villa e il giardino, appunto, utilizzavano parte del lato sud delle mura cittadine antiche che agli inizi degli anni '30 sono state servite dalla variante "via nuova" dell'Appia originaria.
Tutto il complesso è stato acquisito dalla Regione Lazio nel 2001. Oggi, completamente restaurato, ospita un Centro Regionale di Educazione e Informazione Ambientale (C.R.E.I.A), un giardino botanico inaugurato nel Marzo 2005; al momento è la sede dell’Ente Regionale Parco Naturale Monti Ausoni e Lago di Fondi.
Nel 2007 la giunta comunale di Fondi ha ribattezzato la vecchia villa Cantarano (quasi completamente distrutta da un bombardamento) in villa Camillo Cantarano, in onore dell'ex senatore fondano.